# Narcís (atleta)
Narcís (Narcissus) fou un famós atleta romà. Còmmode estava fent exercicis gimnàstics i Narcís el va matar com a servei a Màrcia que havia provat d'enverinar-lo sense èxit (192).
Es diu que fou per consell de Narcís que Pescenni Níger fou nomenat per Còmmode com a governador de Síria i les legions de la regió.
Va morir al circ, a les feres, per ordre de Septimi Sever, per haver mort Còmmode.